# Matthias Feys
Mattias Feys, född 22 maj 1985 i Brugge, är en belgisk före detta fotbollsspelare. Han spelade oftast som defensiv mittfältare. Under sin karriär spelade Feys bland annat för Cercle Brugge, KVW Zaventem och KMSK Deinze.